# Remigia demonstrans
Remigia demonstrans là một loài bướm đêm trong họ Erebidae.